# Péninsule d'Angle
La péninsule d'Angle est une bande de terre située à l'entrée de l'estuaire de Milford Haven, dans le comté du Pembrokeshire, au pays de Galles (Royaume-Uni). Elle fait partie du Parc national de la côté du Pembrokeshire et est une zone à fort intérêt scientifique. Elle doit son nom au village d'Angle qui y est situé.
Durant la Seconde Guerre mondiale, un aérodrome y a été construit pour répondre à des attaques de la Luftwaffe.